# Savignia kawachiensis
Savignia kawachiensis là một loài nhện trong họ Linyphiidae.
Loài này thuộc chi Savignia. Savignia kawachiensis được Ryoji Oi miêu tả năm 1960.